# Didemnum pseudobiglans
Didemnum pseudobiglans är en sjöpungsart som beskrevs av Romanov 1989. Didemnum pseudobiglans ingår i släktet Didemnum och familjen Didemnidae. Inga underarter finns listade i Catalogue of Life.